# Trois Jeunes Filles nues (film)
Pour l'opérette, voir Trois jeunes filles nues.
Pour plus de détails, voir Fiche technique et Distribution.
Trois Jeunes Filles nues est un film français réalisé par Robert Boudrioz, sorti en 1929. 
Il s'agit d'une adaptation de l'opérette éponyme.

## Fiche technique
- Titre français : Trois Jeunes Filles nues
- Réalisation : Robert Boudrioz
- Scénario : d'après l'opérette éponyme : Yves Mirande, Raoul Moretti et Albert Willemetz
- Musique : Raoul Moretti
- Pays d'origine : France
- Format : Noir et blanc - 1,33:1 - Film muet
- Genre : Film musical
- Date de sortie : 1929

## Distribution
- Nicolas Rimsky : Hégésippe
- René Ferté : Jacques
- Jeanne Helbling : Lilette
- Jenny Luxeuil  : Lulu
- Annabella : Lotte
- François Rozet : Maurice
- Pierre Labry
- André Marnay
- Jeanne Marie-Laurent
- Georges Vinter
- Jeanne Brindeau